# アゼリーテレビタワー
バクーテレビタワー (Azeri TV Tower) は、アゼルバイジャンのバクーに位置する、高さ310mの塔である。1996年に建てられた。